# ۹۵۲ (خورشیدی)
۹۵۲ نهصد و پنجاه و دومین سال هجری خورشیدی است.